# Theorema (vlinders)
Theorema is een geslacht van vlinders van de familie Lycaenidae, uit de onderfamilie Theclinae.

## Soorten
- T. chiriquensis Niepelt, 1927
- T. dysmenia Draudt, 1919
- T. eumenia Hewitson, 1865
- T. sapho (Staudinger, 1888)
- T. titania Strecker, 1885